# Cyrtonia tuba
Cyrtonia tuba is een raderdiertjessoort uit de familie Epiphanidae. De wetenschappelijke naam van deze soort is voor het eerst geldig gepubliceerd in 1834 door Ehrenberg.